# Frank Stack
Frank Huntington Stack (también conocido como Foolbert Sturgeon) (nacido en 1937 en Houston, Texas, Estados Unidos) es un historietista estadounidense. Publicó bajo el pseudónimo de Foolbert Sturgeon para evitar ser perseguido por su trabajo. Stack publicó la que es considerada por muchos como la primera novela gráfica underground de la historia, The Adventures of Jesus, en 1962.
Se graduó en la Universidad de Texas en Austin con un BFA (Bachelor of Fine Arts) en 1959. Fue profesor de arte en la Universidad de Misuri, y enseñó también en Appalachian State y Virginia Tech. 

## Publicaciones
- The Adventures of Jesus (1962)
- The New Adventures of Jesus (1969)
- Jesus Meets the Armed Services (1970)
- Jesus Comics #3 featuring Jesus Joins the Academic Community (1972)
- Feelgood Funnies (1972)
- Dorman's Doggie (1990)
- Naked Glory - the Erotic Art of Frank Stack
- Our Cancer Year escrita por Harvey Pekar (1994)
- The New Adventures of Jesus - The Second Coming (2007) Recopilación

## Premios
- 2007 Premio Haxtur al "Autor que Amamos" en el Salón Internacional del Cómic del Principado de Asturias.